# Thám tử
Thám tử là người chuyên điều tra các vụ việc. Thám tử có thể là một thành viên của lực lượng cảnh sát hoặc là một người hoạt động độc lập hay còn gọi là thám tử tư.
Tại một số nước như Hoa Kỳ, Canada... thám tử thông thường là thành viên cảnh sát. Họ là những nhân viên cảnh sát mặc thường phục chuyên điều tra các vụ án.
Tại Anh thám tử thường điều tra các tội phạm hình sự.
Ở Việt Nam cho đến nay chưa có văn bản pháp luật nào quy định về thám tử và hoạt động thám tử nhưng do nhu cầu thực tế mà dịch vụ này phát triển khá mạnh do nhu cầu của cá nhân, doanh nghiệp.

## Thám tử trong văn học
Điển hình là loạt truyện Sherlock Holmes Huyền Thoại của nhà văn Sir Arthur Conan Doyle hay loạt truyện Thám tử lừng danh Conan hiện đại của Aoyama Gōshō.

## Thám tử và công việc của họ

### Nghề thám tử
Chính do đặc thù công việc, nên rất nhiều người, nhất là thanh niên muốn trở thành thám tử.
Để trở thành thám tử thực thụ, tại Mỹ thì người đó phải phục vụ trong ngành cảnh sát như là một nhân viên mặc đồng phục từ 1 đến 5 năm. Tại Anh, họ phải phục vụ trong ngành cảnh sát ít nhất 2 năm và phải được qua đào tạo kĩ càng 

### Công việc chính
Phạm vi vụ việc điều tra của thám tử thường rộng hơn của nhân viên cảnh sát bình thường. Những tội danh chính mà thám tử được điều tra:
- Giết người
- Cướp
- Tội phạm có tổ chức
- Lừa đảo
- Trộm
- Tội phạm công nghệ cao
- Xâm hại tình dục
- Ma túy
- Theo dõi chồng, vợ ngoại tình
- Xác minh nhân thân lý lịch
- Quản lý giáo dục con em
- Tìm người bỏ nhà ra đi
- Ngược đãi trẻ em
- Khủng bố
- Đánh bom
- Thu thập thông tin
- Hacker
- Tìm đồ bị mất